# El Castillo de las Guardas
El Castillo de las Guardas település Spanyolországban, Sevilla tartományban. El Castillo de las Guardas El Garrobo, Gerena, Sanlúcar la Mayor, Aznalcóllar, El Madroño, Nerva, La Granada de Río-Tinto, Zufre és El Ronquillo községekkel határos. Lakosainak száma 1511 fő (2024).

## Népesség
A település népessége az elmúlt években az alábbi módon változott:
| Lakosok száma | 1616 | 1635 | 1618 | 1614 | 1575 | 1539 | 1464 | 1443 | 1529 | 1511 |
|               | 2001 | 2004 | 2007 | 2009 | 2012 | 2014 | 2017 | 2019 | 2022 | 2024 |